# シラノ・ド・ベルジュラック (アルファーノ)

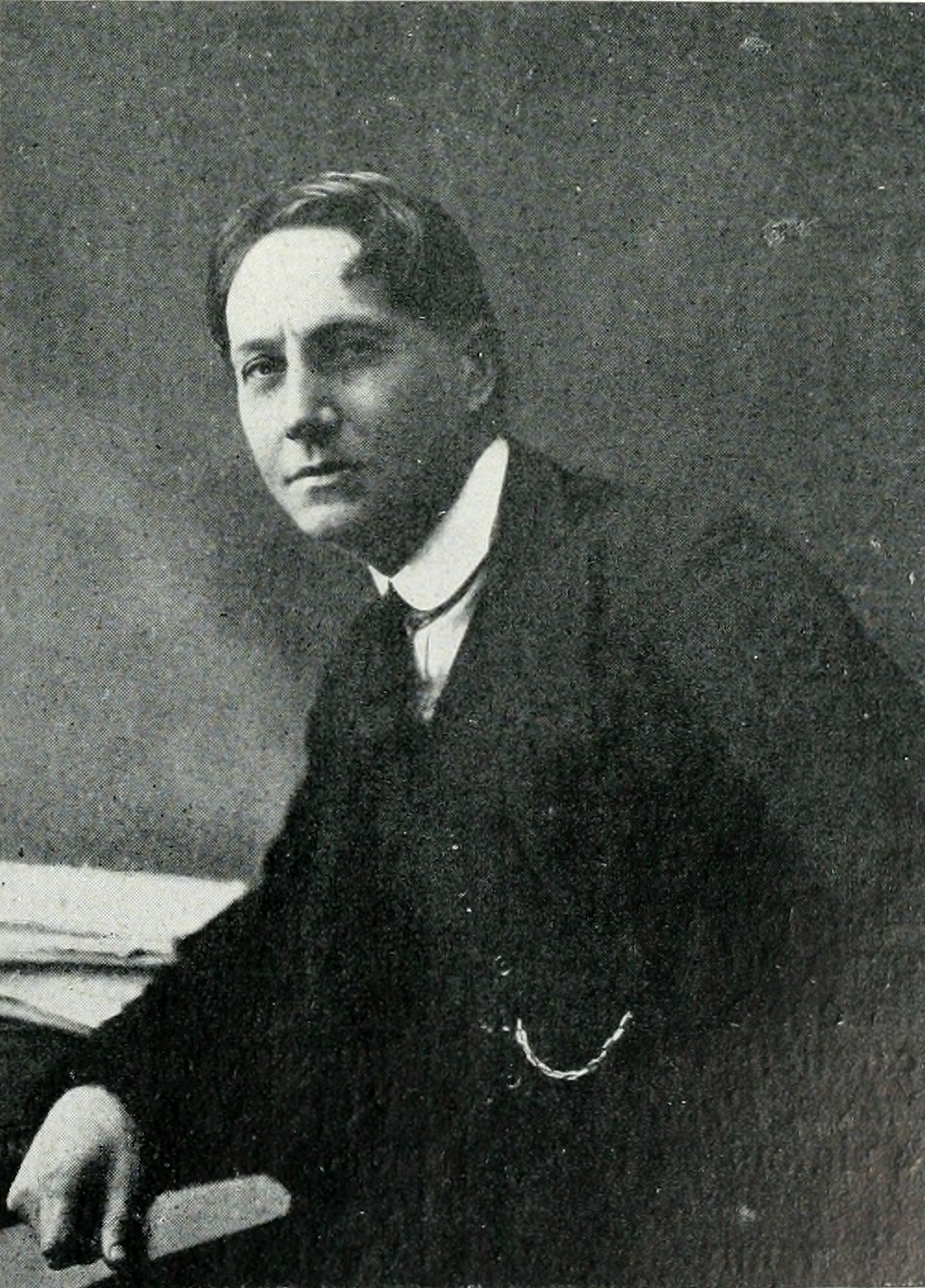
アルファーノ

『シラノ・ド・ベルジュラック』（フランス語: Cyrano de Bergerac）は、フランコ・アルファーノ作曲の全4幕のフランス語のオペラで、フランスの詩人エドモン・ロスタンの同名の戯曲『シラノ・ド・ベルジュラック』（1897年）を原作としている。1936年 1月22日にローマ歌劇場にてイタリア語版で初演された。

## 概要

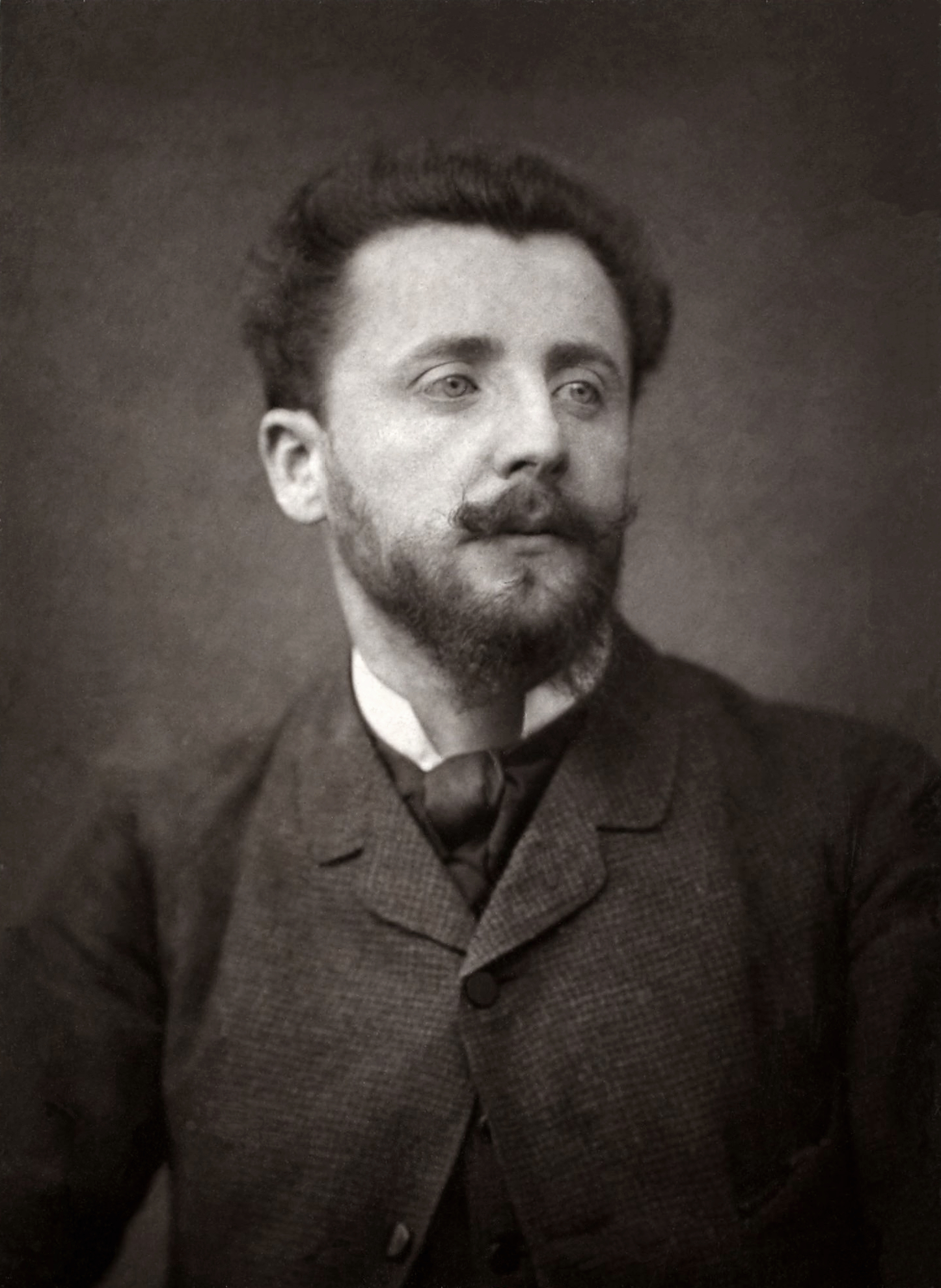
アンリ・カイン

アルファーノはロスタンの韻文戯曲『シラノ・ド・ベルジュラック』が大変な人気作であることは知っていたので、この戯曲のオペラ化には非常に興味を持っており、満を持してオペラ化に踏み切った。
初演にあたっては、アルファーノはコルシカ出身でフランス語もイタリア語も堪能なフランス人のジョゼ・ルチョーニ を主役に起用することに決め、契約にこぎつけた。ローマでの初演の後1936年5月29日にオリジナルのフランス語版がパリ・オペラ・コミック座で初演された。初演でこそイタリア語翻訳版で上演されたが、その後はオリジナルのフランス語版で上演されるようになった。
リブレットについては、ロスタンの戯曲を基にアンリ・カインが作成したが、ある程度の削除はあるものの原作の概要は忠実に保たれている。なお、原作は5幕構成であるが、アルファーノが第2幕と3幕を合体させ圧縮したため、第2幕を2場構成とする全4幕となった。
アルファーノにとっては本作が最後の成功となった。
コンラッド・ドライデンはアレクサンダー・ツェムリンスキーの『こびと』と本作の間に外見だけで判断してしまうことと醜い容姿であるがために苦しむ魂が解き放つ詩情という類似性が見い出されると指摘している。
フランコ・アルファーノは『トゥーランドット』の補筆者として知られるが、1899年から1905年までパリを拠点にし、ヨーロッパの新しい音楽に触れた。彼のオペラ第二作『復活』（1904年）は大きな成功となったが、現在では本作『シラノ・ド・ベルジュラック』だけが再評価されている。
『ラルース世界音楽事典』では本作について「『ドン・ジョヴァンニの影』 （1914年、L'ombra di Don Giovanni）『サクンターラの伝説』（1921年、La leggenda di Sakuntala）と共に国際的に高く評価されるべき作品である」と評価している。

## 楽曲

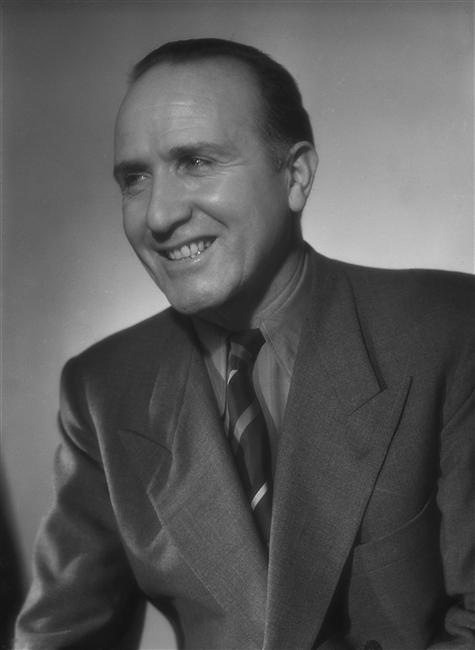
ジョゼ・ルチョーニ

ヴェリズモの作曲家に分類されているアルファーノは、本作にジュール・マスネ、クロード・ドビュッシー、モーリス・ラヴェルの音楽の影響を受けており、繊細で洗練された音楽言語を利用して調和のとれたものにしている。音楽語法は全音階を保っており、声楽の書法はドビュッシーの『ペレアスとメリザンド』に幾らか負っている。
本作を録音した指揮者のマルクス・フランクは『シラノ・ド・ベルジュラック』の音楽にはリヒャルト・シュトラウスの『ばらの騎士』とコルンゴルトの『死の都』それにラヴェルの音楽の繊細なオーケストレーションの仕上げ方の影響があると指摘している。
アルファーノの音楽は洗練と繊細さの領域を逸脱することはない。
デイヴィッド・サラザールによれば「アルファーノはイタリアの作曲家でありながら、その音楽はドビュッシーの音楽の特質において、非常にうまく機能しており、持続するメロディを避ける一方で、印象派的なほとばしりを好んだ」。ドライデンも『シラノ・ド・ベルジュラック』の音楽は壊れやすく、ほろ苦く、夢のような憂鬱で繊細な、澄み切った夜のような雰囲気を持っていると指摘している。
本作において、アルファーノは音楽的感興が高まる場面でも音楽を引き延ばしたりせず、ドラマの進行を優先させた。しかし、恐らくこのことが聴衆の人気を十分に獲得できなかった理由であろう。

## 初演後
初演後は第二次世界大戦が勃発したこともあり、厳しい状況が続いたが、1942年にドイツのライプツィヒとエアフルトで上演され、1954年にはミラノ・スカラ座での上演が実現した。指揮はアントニーノ・ヴォットーで、主演はラモン・ヴィナイであった。
米国初演は2005年 5月13日になりようやくメトロポリタン歌劇場にて、マルコ・アルミリアートの指揮、プラシド・ドミンゴのシラノ、サンドラ・ラドヴァノフスキーのロクサーヌ、レイモンド・ベリーのクリスチャン、フランセスカ・ザンベッロの演出で行われた。
2011年 10月から11月のサンフランシスコ歌劇場による上演は、パトリック・フルニリエの指揮、プラシド・ドミンゴのシラノ、アイノア・アルテタのロクサーヌ、チアゴ・アランカムがクリスチャン、演出はパトリカ・イヨネスコとなっていた。
日本初演は2010年 12月11日に東京オペラプロデュースにより新国立劇場の中劇場にて、土師雅人のシラノ、鈴木慶江のロクサーヌ、西塚巧のクリスチャンの配役、馬場紀雄の演出で行われた。指揮は時任康文、演奏は東京オペラ・フィルハーモニック管弦楽団と東京オペラプロデュース合唱団であった。ドミンゴとロベルト・アラーニャがこの役を得意としている。

## 登場人物
| 人物名                             | 原語                     | 声域         | 初演時1936年1月22日のキャスト 指揮： トゥリオ・セラフィン |
| ---------------------------------- | ------------------------ | ------------ | --------------------------------------------------------- |
| ロクサーヌ                         | Roxane                   | ソプラノ     | マリア・カニーリア                                        |
| シラノ･ド･ベルジュラック           | Cyrano de Bergerac       | テノール     | ジョゼ・ルチョーニ                                        |
| クリスチャン・ド・ヌヴィレット     | Christian de Neuvillette | テノール     | アレッシオ・デ・パオリス                                  |
| ド・ギッシュ伯爵 (アントワーヌ3世) | De Guiche                | バリトン     | ジュゼッペ・マナッチーニ                                  |
| カルボン                           | Carboｎ                  | バリトン     | ジャコモ・ヴァギ                                          |
| ル・ブレ                           | Le Bret                  | バス         | エルネスト・ドミニチ                                      |
| ラグノー                           | Ragueneau                | バスバリトン | エミリオ・ギラルディーニ                                  |
| ヴァルヴェール                     | De Valvert               | バリトン     | マリオ・ビアンキ                                          |
| 修道女マルト                       | Soeur Marthe             | メゾソプラノ | エドメア・リンベルティ                                    |
| リーズ                             | Lise                     | ソプラノ     | マチルデ・アルブッフォ                                    |
| 家政婦                             | La duegne                | メゾソプラノ | アグネーゼ・ドゥビーニ                                    |
| リニエール                         | Ligniere                 | バリトン     | サトゥルノ・メレッティ                                    |
| スペイン軍の将校                   | L'officier espagnol      | バリトン     | ミロ・マルッチ                                            |
| モンフルリー(実在の役者)           | Montfleury               | 台詞         | ―                                                         |
| 合唱：市民、軍人、尼僧など         |                          |              |                                                           |

## 楽器編成
- 木管楽器:フルート3（2番と3番は持ち替えでピッコロ2）、オーボエ2、コーラングレ1、クラリネット2、バス･クラリネット1、ファゴット2、
- 金管楽器:ホルン4、トランペット3、トロンボーン３、チューバ
- 打楽器:ティンパニ 、バス・ドラム 、大太鼓、小太鼓、シンバル、トライアングル、タンバリン、チェレスタ、グロッケンシュピール、木琴、タムタム 、カノン砲
- その他:弦5部、ハープ、ピアノ

バンダ（舞台裏）
- トランペット（C管）1、 大太鼓、鐘

## 演奏時間
第1幕：約18分、第2幕：約52分、第3幕：約30分、第4幕：約20分　合計：約2時間

## あらすじ
時と場所：1640年代のフランス

### 第1幕
オテル・ド・ブルゴーニュ座（劇場）

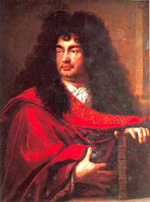
モンフルリー

１６４０年のブルゴーニュ座では人気役者のモンフルリーの登場に観客の期待が高まっている。そこに美女ロクサーヌが、彼女に下心を抱くギッシュ伯爵と共に現れる。舞台では威勢よくモンフルリーが台詞を語り始めるが、シラノにとっては大根役者としか思えず、芝居の邪魔をする。シラノのあまりの怒号にモンフルリーは恐れをなして退散してしまう。拍手喝采を受けるシラノにギッシュ伯爵の配下のヴァルヴェールが仕返しに決闘を仕掛ける。剣豪であり詩人でもあるシラノは即興で〈決闘のバラード〉を詠みながらヴァルヴェールを倒してしまい、観客たちは熱狂する。騒ぎが鎮まると、シラノは親友ル・ブレに、従妹ロクサーヌヘの辛い胸の内を打ち明ける。豪傑シラノも､自分の大き過ぎる鼻への恥辱から、愛しい従妹への想いをハナから諦めている。そこヘロクサーヌの家政婦が遣わされてきて、ロクサーヌが折り入って相談したい事があるので明日の朝ラグノーの店に来て欲しい、と伝える。ひょっとしたら彼女が自分に惚れてしまったので、告白されるかもしれないという淡い期待を抱いたシラノは内心、有頂天になる。そこヘリニエールが自分の書いた詩に怒ったギッシュ伯爵の放った刺客100人がネール門で待ち伏せしているので帰れないと泣き付いてくる。怒ったシラノは仲間たちを引き連れて､勇壮にネール門へと向かうのだった。

### 第2幕

#### 第１場
詩人御用達のラグノーの料理店

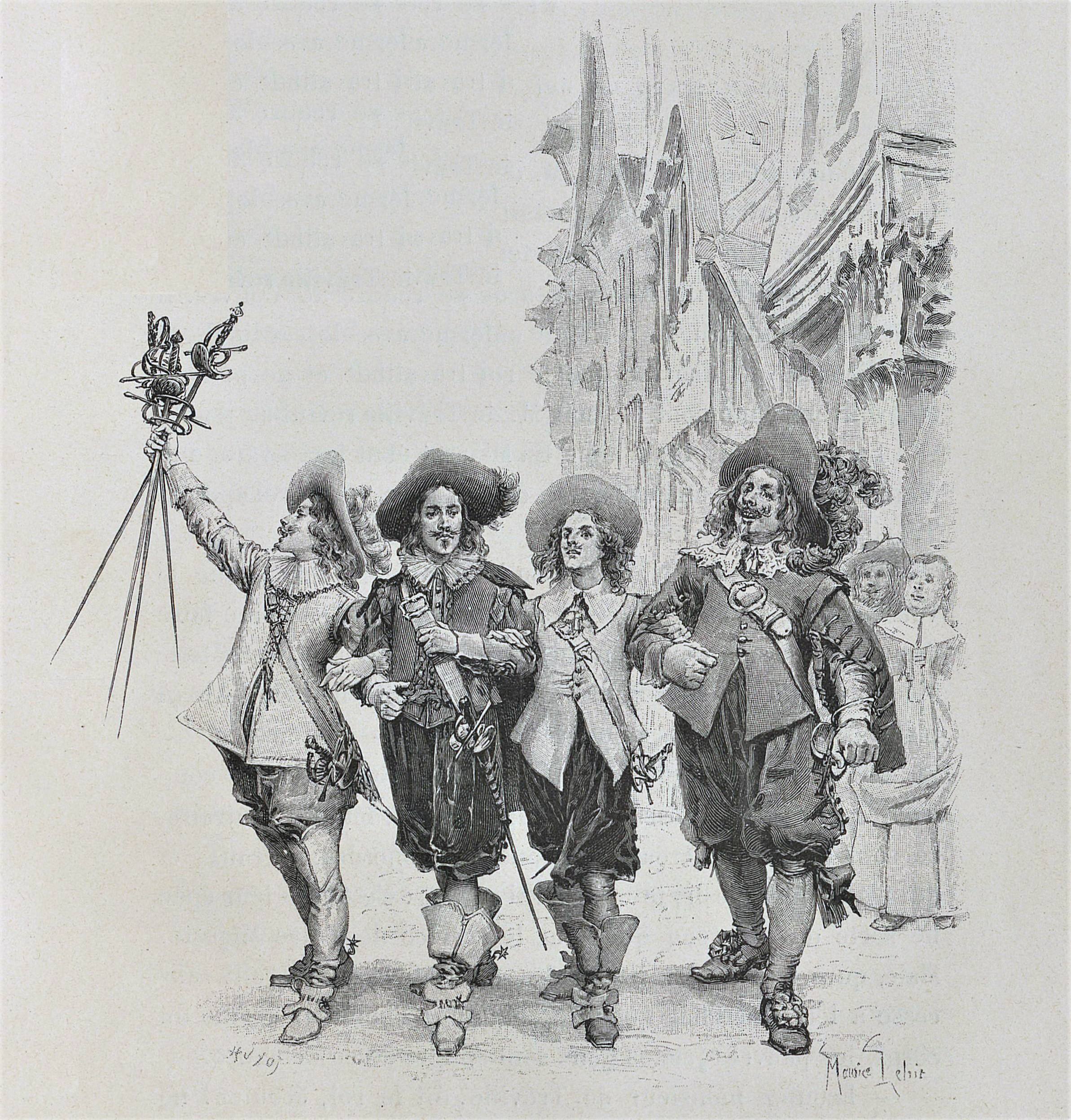
青年隊

翌朝。貧乏な詩人たちを相手に毎日のようにラグノーは自分で作った詩を得意気に読み上げ自分に陶酔している。妻リーズは、そんな亭主に愛想を尽かし店の常連の軍人と何やら怪しい関係になっている。落ち着かない様子で現れたシラノは、ロクサーヌの来訪を待ち焦がれ、自らの想いを手紙にしたためている。ラグノーが気を使って人払いをするとロクサーヌがおもむろに現れ、少し恥ずかしそうな面持ちで事情を打ち明け始める。シラノは自分への告白だと勘違いして聞いているとどうやら話が違っており、彼女が惚れているのは自分ではなくて美男のクリスチャンということだった。ロクサーヌはシラノが属する荒くれ者の青年隊に入隊する予定のクリスチャンと仲良くし、守ってあげて欲しいと頼む。シラノは苦しい心を隠して彼女の頼みを引き受けることにする。そこヘカルボン隊長と青年隊の隊員たちが昨夜のネール門での武勇伝を聞くために集まってくる。ギッシュ伯爵も、昨夜の活躍を聞いたガシオン元帥の賛美の言葉を伝えに来る。荒くれ者の青年隊のメンバーを見て「この連中は何者だ」と質問する伯爵に、シラノは「彼らこそガスコーニュの青年隊」と勇壮に歌う。その見事さに、伯爵は是非とも自分のお抱え詩人になるよう命令するが、シラノは拒絶する。面目を失った伯爵は憮然として立ち去る。そこに新米のクリスチャンがやって来て､隊長カルボンの忠告を聞き入れず､昨夜の武勇伝を語るシラノに禁句である「鼻」を連発、勝負を挑む。しかしロクサーヌとの約束を守らなければならないシラノは苦々しい思いで我慢する。仲間たちを追い出し、クリスチャンと二人きりになったシラノはロクサーヌの気持ちを伝え、手紙を書くようにと勧めるが、気の利いた文章の書けないクリスチャンは困惑する。そこで、シラノはお前の美貌と自分の文才でロクサーヌの心をものにしようと支援を申し出る。

#### 第2場
ロクサーヌの家の前
ラグノーは妻のリーズに逃げられ、店をたたみ、今はロクサーヌ家の使用人になったと家政婦に話している。ロクサーヌが詩の朗読会に出かけようと支度していると、最前線の戦場に赴くことが決まったギッシュ伯爵が姿を現す。連隊長に任命された彼は、この機会を捉えて輩下に配属された青年隊やシラノに復讐しようと目論んでいる。クリスチャンの身を案じるロクサーヌは、伯爵に「青年隊やシラノを最前線に行かせない方が却って自尊心の高い彼らへの復讐になる」としたたかな提言をする。ギッシュ伯爵は愚かにもそれをロクサーヌの自分への愛情ゆえの言葉であると勝手に思い込み、その作戦を採用することにして立ち去る。一方、バルコニーの下で、クリスチャンは自らの言葉によってロクサーヌに恋心を打ち明け、ロクサーヌの愛を勝ち取ろうとするが彼の口からは凡庸な言葉しか出てこずに失敗する。結局シラノに助けを求める。シラノは窓を閉めて部屋に戻ってしまったロクサーヌをバルコニーに呼び出し、闇夜に紛れてクリスチャンに愛の言葉を伝授し、代わりに囁かせるが、堪え切れなくなって自らの声でロクサーヌヘの想いを美しい修辞に彩られた愛の言葉で詠い上げてしまう。完全に心を奪われたロクサーヌは、その言葉を語っていたことになっていたクリスチャンを迎え入れ、□づけを許す。

### 第3幕
アラスの陣地

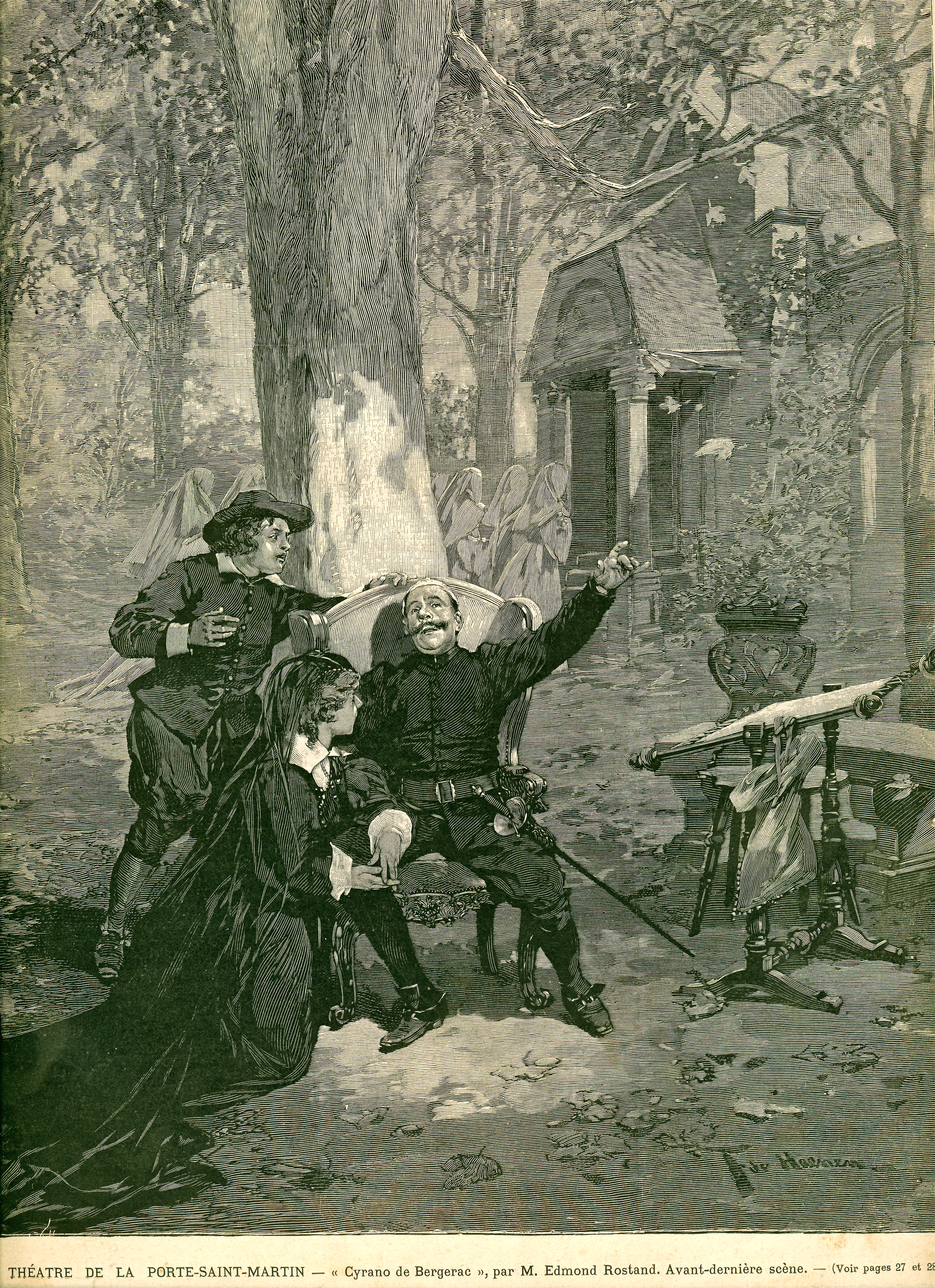
シラノ

ロクサーヌとクリスチャンはシラノの援助で首尾よく結婚式を挙げたのだが、その件でギッシュ伯爵の逆鱗に触れ、彼らの所属する青年隊は最前線に追いやられ、アラスでスペイン軍に包囲されてしまい、飢餓状態に陥っている。そんなことには構わずに、シラノはクリスチャンの名前を利用して、クリスチャンが全く関知しない中、危険を顧みずロクサーヌに恋文を毎日送り続けている。ギッシュ伯爵は青年隊に味方の陣地を死守することを命令するので、兵士達は死を覚悟する。クリスチャンはシラノが手紙を届けている事を知り、最後の一通の手紙を奪い取る。すると、スペイン軍の包囲の間をすり抜けて、ロクサーヌが仲間と共に食べ物を山積みにしてやって来る。クリスチャンがロクサーヌに、どうしてこんな危険を冒してまでここに来たかと尋ねると、彼女は彼から受け取った多数の手紙を見せ、もういても立ってもいられなくなったと説明する。ロクサーヌが愛しているのは今やクリスチャンの美しい姿形ではなく、彼が「書いた」恋文の内容が伝える人柄であると彼女は語る。シラノの深い愛と、ロクサーヌが愛しているのは手紙を書いたシラノであるということを思い知らされたたクリスチャンはシラノを問い詰め、ロクサーヌに真実を打ち明けるよう言い残し、敵陣へと去って行く。シラノがまさに告白しようとした時、深手を負ったクリスチャンが運ばれてくる。ロクサーヌはクリスチャンの名で書かれた最期の手紙を見つける。クリスチャンは息絶え、ロクサーヌは失意の内にギッシュ伯爵と脱出する。手紙の本当の書き手が誰であるかは明らかにされなかった。青年隊は死を覚悟で最期の決戦に向かう。グランド・オペラのような壮絶なスペクタクルが展開される。

### 第4幕
15年後の修道院の庭
ロクサーヌはクリスチャンの喪に服しており、今は修道院に入っている。シラノは傷心のロクサーヌを慰めるために、毎週土曜日に週報を語りに訪れている。ひと足先に、昇進したギッシュ公爵がロクサーヌを訪ねる。そこヘル･ブレがやって来て、シラノの哀れな現状を嘆く。ロクサーヌが公爵を見送ろうとしていると、入れ違いにラグノーが入って来て、ル・ブレにシラノに異変があったことを告げる。そして、二人は急いでシラノを探しに行く。待ちくたびれたロクサーヌの元に、覚束ない足取りでシラノがゆっくりとやって来る。道すがら暴漢に襲われ深手を負ったシラノは包帯を帽子で隠し、ロクサーヌのために定例の週報を語り始めるが、声が徐々に小さくなっていく。アラスの攻囲戦の古傷が痛んで、と言い訳をするシラノに不安を覚えたロクサーヌは、クリスチャンの最後の手紙を彼に見せようと思い立つ。死が目前に迫り、意識が薄れ始めるシラノは心の奥に秘めておいた自らの恋情を口にしてしまう。ロクサーヌは黄昏で読めない筈の手紙を朗読するシラノの声とかつてバルコニーで耳にした声とが同じであることに思い当たる。そこにラグノーとル・ブレとが走り寄って来る。シラノは襲いかかって来る幻影に対して剣を抜いて挑みかかるが、すぐに倒れ込んでしまう。そして、これだけは汚さず、折り目もつけず持っていく、それは羽飾り（Mon panache!しばしば心意気と訳される）だと言う。親友達、そして愛するロクサーヌに看取られ、事切れる。

## 主な全曲録音
| 年   | 配役 シラノ ロクサーヌ クリスチャン ド・ギッシュ                                                   | 指揮者、 管弦楽団および合唱団                                          | レーベル                           |
| ---- | -------------------------------------------------------------------------------------------------- | ---------------------------------------------------------------------- | ---------------------------------- |
| 1975 | ウィリアムス・ジョンズ オリビア・スタップ エツィオ・ディ・チェザーレ アントニオ・ブランカス        | マウリツィオ・アレーナ RAI国立交響楽団 トリノ放送合唱団                | CD: Opera D'oro EAN: 0723724663824 |
| 2002 | ローマン・サドニック マヌエラ・ウール ポール・マクナマラ ヴォルフガング・ネヴェルラ                | マルクス・フランク キール・フィルハーモニー管弦楽団 キール歌劇場合唱団 | CD: CPO EAN:0761203990924          |
| 2003 | ロベルト・アラーニャ ナタリー・マンフリーノ リチャード・トロクセル ニコラ・リヴァンク              | マルコ・グィダリーニ モンペリエ国立管弦楽団 モンペリエ歌劇場合唱団     | DVD: DG EAN:0028947673965          |
| 2007 | プラシド・ドミンゴ サンドラ・ラドヴァノフスキー アルトゥーロ・チャコン=クルス ロドニー・ギルフリー | パトリック・フルニリエ バレンシア州立管弦楽団 バレンシア自治州合唱団   | DVD: Naxos EAN:0747313527052       |